# Linia kolejowa nr 154
Linia kolejowa nr 154 – pierwszorzędna, jedno- i dwutorowa, w większości zelektryfikowana linia kolejowa znaczenia państwowego łącząca stację Łazy ze stacją Dąbrowa Górnicza Towarowa.